# Теорема Фридландера — Иванца

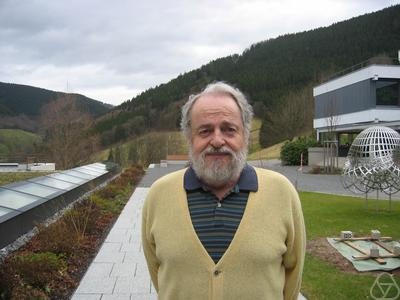
Джон Фридландер

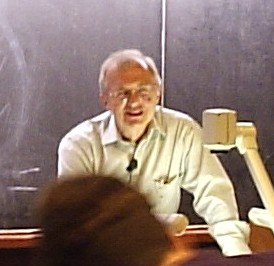
Хенрик Иванец

Теорема Фридландера — Иванца — теоретико-числовое утверждение, согласно которому существует бесконечное множество простых чисел вида {\displaystyle a^{2}+b^{4}}. Первые несколько таких простых чисел:
2, 5, 17, 37, 41, 97, 101, 137, 181, 197, 241, 257, 277, 281, 337, 401, 457, 577, 617, 641, 661, 677, 757, 769, 821, 857, 881, 977, … ().
Сложность утверждения заключается в очень редкой встречаемости чисел вида {\displaystyle a^{2}+b^{4}} — количество таких чисел, не превосходящих {\displaystyle X}, грубо оценивается величиной {\displaystyle X^{3/4}}.
Установлена в 1997 году Джоном Фридландером и Хенриком Иванцом, Иванец за результат в 2001 году удостоен премии Островского. Ранее результат считался недостижимым, так как теория решета (до использования Иванцом и Фридландером новых методов) не позволяла отличать простые числа от их попарных произведений.
В случае {\displaystyle b=1} простые числа Фридландера — Иванца имеют вид {\displaystyle a^{2}+1} и образуют множество:
2, 5, 17, 37, 101, 197, 257, 401, 577, 677, 1297, 1601, 2917, 3137, 4357, 5477, 7057, 8101, 8837, 12101, 13457, 14401, 15377, …
Существует гипотеза (одна из проблем Ландау), что это множество также бесконечно (из теоремы Фридландера — Иванца это утверждение не вытекает).